# 布雷尚维尔
布雷尚维尔（法語：Brechainville）是法国洛林大区孚日省的一个市镇，属于纳夫沙托区纳夫沙托县。该市镇2009年时的人口为61人。

## 人口
布雷尚维尔人口变化图示
| 数据来源：INSEE |